# Данијел Ос
Данијел Ос (итал. Daniel Oss; Тренто, 13. јануар 1987) италијански је бициклиста који тренутно вози за тим Спешилајзед гравел и такмичи се у бициклизму на шљунку, а каријеру у друмском бициклизму завршио је 2023. Током каријере је остварио двије побједе, освојивши Ђиро дел Венето и остваривши етапну побједу на УСА про челенџ трци. Остварио је по једну побједу у оквиру екипног хронометра на Тур де Франсу и Вуелта а Еспањи, док је освојио брдске класификације на Тур оф Калифорнији и Тур оф Гуангси тркама. На Свјетском првенству у екипном хронометру освојио је двије златне и двије сребрне медаље.
Од 2022. почео је да се такмичи у бициклизму на шљунку и исте године је освојио сребрну медаљу на Свјетском првенству.

## Јуниорска каријера
Године 2004. освојио је првенство Италије у дохватној вожњи индивидуално за јуниоре, а завршио је на трећем мјесту у дохватној вожњи екипно и скреч трци, док је хронометар за јуниоре завршио на другом мјесту.
Године 2006. остварио је побједе на тркама Сиркуито де Бибано, Гран при Коли Изолани, Меморијал Гвидо Цампероли, Гран при Фјера дел Рисо, као и на критеријуму Понтон. Године 2008. возио је друмску трку за возаче до 23 године на Свјетском првенству, коју је завршио на осмом мјесту, пет секунди иза Фабиа Дуартеа.

## Професионална каријера

### 2009—2012.
Професионалну каријеру почео је 2009. у тиму Ликвигас.
 Током сезоне, пролог на Вуелта а Каталуњи завршио је на деветом мјесту, четири секунде иза Тора Хусховда, што је био први пут да је на некој трци завршио у првих десет. Исте године, освојио је првенство Италије у дохватној вожњи екипно, а са њим у тиму су возили још Елија Вивијани, Јакопо Гварнијери и Давиде Чимолаи. У финишу сезоне, завршио је двије етапе на Тур оф Мисури трци на четвртом мјесту, док је класик Гран премио Индустрија е комерчио ди Прато завршио на петом мјесту.
Године 2010. завршио је Гент—Вевелгем на петом мјесту, док је прву етапу на трци Дридагсе Бриж—Де Пан завршио на четвртом мјесту. У јулу је возио своју прву гранд тур трку — Тур де Франс, гдје је прву етапу завршио на шестом мјесту у спринту, у којем је побиједио Алесандро Петаки. На етапи 18 је био у бијегу са још тројицом возача, одакле је напао у последњих 15 километара, а достигнут је на 3,5 km до циља и добио је награду за најагресивнијег возача на етапи. Трку је завршио на 124 мјесту у генералном пласману. У финишу сезоне, на класику Ђиро дел Венето дошао је на циљ заједно са сувозачем, Петером Саганом и освојио је трку, остваривши прву побједу у каријери.
Године 2011. радио је као главни лид-аут возач за Вивијанија, коме је помогао да оствари двије етапне побједе и да освоји класификацију по поенима на првом издању трке УСА про челенџ. На последњој, шестој етапи, побиједио је у спринту испред Вивијанија, који му је препустио побједу.
године 2012. завршио је трку Гран премио Индустрија е комерчио Артиђјанато на трећем мјесту, док је Милано—Санремо завршио на деветом мјесту. Возио је Ронде ван Фландерен, који је завршио на 60 мјесту, преко три минута иза Тома Бонена, након чега је и Париз—Рубе завршио на 60 мјесту, преко 11 минута иза Бонена.

### 2013—2017.
Године 2013. прешао је у БМЦ рејсинг, а исте године је завршио Е3 Харелбеке на трећем мјесту, у групи са Саганом и Герентом Томасом, који су на циљ дошли минут иза Фабијана Канчеларе. Године 2014. остварио је побједу у оквиру екипног хронометра на отварању на Ђиро дел Трентину и узео је лидерску мајицу јер је први прошао кроз циљ. Мајицу је на другој етапи преузео његов сувозач Кадел Еванс. У финишу сезоне освојио је златну медаљу на Свјетском првенству у екипном хронометру.
Године 2015. завршио је Гент—Вевелгем на осмом мјесту, преко четири минута иза Луке Паолинија, а Е3 Харелбеке завршио је на десетом мјесту, у групи која је дошла на циљ 38 секунди иза Томаса. У мају је освојио брдску класификацију на Тур оф Калифорнија трци, након чега је остварио побједу у оквиру екипног хронометра на Критеријуму ди Дофине, а затим и на Тур де Франсу, гдје је тим БМЦ завршио секунду испред тима Скај. У финишу сезоне освојио је златну медаљу на Свјетском првенству у екипном хронометру другу годину заредом.
Године 2016. остварио је побједу у оквиру екипног хронометра на првој етапи на Тирено—Адријатику и узео је лидерску мајицу пошто је прошао први кроз циљ. Лидерску мајицу изгубио је на другој етапи, када је преузео Здењек Штибар. Крајем марта завршио је Е3 Харелбеке на десетом мјесту, у групи која је дошла на циљ 11 секунди иза Михала Квјатковског, након чега је Ронде ван Фландерен завршио на 16 мјесту, минут иза Сагана. У финишу сезоне је остварио побједу у оквиру екипног хронометра на Енеко туру и освојио је сребрну медаљу на Свјетском првенству у екипном хронометру, гдје је БМЦ завршио 11 секунди иза тима Етикс—Квик-степ.
Године 2017. остварио је побједе у оквиру екипног хронометра на Тирено—Адријатику и Вуелта а Еспањи, гдје је носио и бијелу мајицу, за лидера класификације комбинације на двије етапе. У финишу сезоне освојио је сребрну медаљу на Свјетском првенству у екипном хронометру и освојио је брдску класификацију на Тур оф Гуангси трци.

### 2018—2023.
Године 2018. прешао је у тим Бора—ханзгро, гдје је углавном радио за Сагана, а прве сезоне завршио је Страде Бјанке на 12 мјесту, преко три минута иза Тиша Бенота, а првенство Италије у друмској вожњи на петом мјесту, осам секунди иза Вивијанија. Године 2019. возио је Тур де Франс, гдје је био у бијегу на етапи 17, коју је завршио на седмом мјесту, 44 секунде иза Матеа Трентина. Године 2020. возио је поново Тур де Франс, гдје је добио награду за најагресивнијег возача на седмој етапи. Године 2021. возио је Ђиро д’Италију први пут од 2016. а затим је возио Тур де Франс и Париз—Рубе, гдје је био у бијегу, а након што је достигнут напустио је трку.
Године 2022. заједно са Саганом прешао је у тим Тотал енержи,
 а на почетку сезоне завршио је Сауди тур на шестом мјесту у генералном пласману, 57 секунди иза Максима ван Гилса. Првенство Италије у вожњи на хронометар завршио је на осмом мјесту, преко три минута иза Филипа Гане, док је у јулу возио Тур де Франс, али је морао да га напусти прије почетка шесте етапе, након што је на петој етапи при великој брзини ударио у гледаоца који је изашао на улицу да снима трку и сломио врат. На крају сезоне возио је прво Совјетско првенство у бициклизму на шљунку, гдје је био у нападу 150 km заједно са Ђанијем Вермершом и освојио је сребрну медаљу, завршивши 43 секунде иза Вермерша, а 40 секунди испред Метјуа ван дер Пула. Године 2023. возио је Тур де Франс, гдје је био у бијегу на етапи 11, заједно са Матисом Лувелом и Андрејем Амадором. Лувел и Амадор су одустали и достигнути су на око 50 km до циља, док је Ос достигнут на 13 km до циља. Добио је награду за најагресивнијег возача на етапи, а Јаспер Филипсен је побиједио у спринту. На крају сезоне завршио је каријеру у друмском бициклизму, као и Маћјеј Боднар, са којим је већину каријере возио у истом тиму, заједно са Саганом.

### 2024—: прелазак на шљунак
Након завршетка каријере у друмском, фокусирао се на бициклизам на шљунку, потписавши уговор са тимом Спешилајзед гравел. Ђиро Сардења трку у оквиру UCI серије завршио је на осмом мјесту.

## Резултати на тркама

### Резултати на гранд тур тркама
| Гранд тур трке  | 2010. | 2011. | 2012. | 2013. | 2014. | 2015. | 2016. | 2017. | 2018. | 2019. | 2020. | 2021. | 2022. | 2023. |
| --------------- | ----- | ----- | ----- | ----- | ----- | ----- | ----- | ----- | ----- | ----- | ----- | ----- | ----- | ----- |
| Ђиро д’Италија  | —     | —     | —     | 140   | 103   | —     | 111   | —     | —     | —     | —     | 112   | —     | —     |
| Тур де Франс    | 124   | 100   | 105   | —     | 69    | 97    | —     | —     | 112   | 89    | 105   | 115   |       | 88    |
| Вуелта а Еспања | —     | —     | —     | —     | —     | —     | —     |       | —     | —     | —     | —     | —     | —     |

| — | Није учествовао |
|   | Није завршио    |